# Художествено произведение
Художествено произведение (понякога наричано и художествено произведение на изкуството) е повествователно или информативно произведение на изкуството, което описва, частично или изцяло, обекти или събития, които не са действителни, а въображаеми, измислени от автора. Такива са произведенията на художествената литература, както и голяма част от тези на театъра и киното. Художествените произведения се различават от документалните, като биографиите или историческите текстове, които се занимават с реални (или поне приемани за реални) събития, описания и наблюдения.

## Художествена литература
Художествената литература е дял на литературата, вид изкуство, чиято основна тема са въображаеми, измислени обекти и събития и чието единствено средство са думите и конструкциите на езика. Сред най-разпространените жанрове на художествената литература са поезията и прозата – романите, приказките, разказите. Художествената литература се различава от научнопопулярната и научната литература с някои често използвани литературни похвати. Например, олицетворението приписва човешки качества на животни, растения и предмети. Други характерни похвати са метафората и хиперболата.

### Проза
Прозата е такъв литературен текст, в който отделният, независим от речта ритъм на езика не се намесва в езиковата тъкан и не влияе на съдържанието. Известни са обаче известен брой ограничаващи ефекти: някои автори умишлено придават на произведенията си елементи на стихотворение или фрагменти от рима в романа. Все още има спорове за точната граница между проза и поезия. Все пак се счита, че при прозата няма нужда от използване на строфи, рими, алитерация и други подобни творчески похвати. Прозата се използва в приказки, разкази и енциклопедии, а също и белетристиката.
Романът е най-популярната форма на съвременната проза, която обхваща един значителен период от време от живота на един или повече персонажи и описва този период в достатъчно подробности. В Европа, ранните романи не са считани за сериозна литература, създаването им изглежда съвсем не трудно. По-късно обаче става ясно, че може да осигури естетическо удоволствие, без участието на поетични техники. В допълнение, липсата на строгата рамка на поезията позволява на авторите да се съсредоточат върху по-дълбокото съдържание на работата и да работят по-добре с детайлите. Тази свобода също позволява на авторите да експериментират с различни стилове.

### Поезия
Поезията е форма на литературно изкуство, литературно произведение, което има ритмична структура, непроизтичаща от естествения ритъм на езика. Стихотворенията имат естетична и емоционална функция, а в някои отношения и стимулират интелектуални качества в допълнение към чисто познавателното му съдържание. Поезията може да бъде писана самостоятелно, като отделни стихотворения, или в съчетание с други изкуства, както в поетичната драма, песните или поезията в проза.
В поезията често се използват форми и конвенции за придаване на различно значение на думите или за да се предизвика емоционална реакция. Средства като асонанс, алитерация, ономатопея и ритъм служат за постигане на музикален или заклинателен ефект. Използването на двусмислици, символизъм, ирония и други елементи на поетичния стил често оставят поезията отворена за различни интерпретации. По сходен начин метафората, сравнението и метонимията създават връзки между иначе различни образи. Сходства във формата на отделните стихове се създават чрез римата и ритъма.

## Елементи

### Сюжет

#### Въведение
Това е началният елемент от сюжета на драматическа или епическа литературна творба, с който читателят се запознава с времето, мястото и обстановката, в която се развива действието. Той също така научава първите сведения за някои от главните действащи лица и отношенията между тях, и се подготвя за сюжетната завръзка.

#### Завръзка
Завръзката е много важна част от композицията на сюжета в едно епическо или драматическо литературно произведение, с която се поставя началото на действието. Завръзката е повратният момент, когато определено събитие, действие или решение за действие дава тласък на по-нататъшното развитие и усложняване на конфликта. Така породилата се сюжетна верига от противоречия и противодействия между част от героите води до достигане на кулминацията на творбата и логическата развръзка.
В класическата драма като завръзка се определя моментът, в който след силна вътрешна борба главният герой прави избор, взема решение и предприема стъпки към осъществяването му. По-мащабните епически творби могат да съдържат различни преплитащи се сюжетни линии, поради което могат да съдържат няколко завръзки.

#### Кулминация
Кулминацията е връхната точка на напрежението в едно сюжетно литературно произведение, най-силният момент в конфликта, в който антагонистичните персонажи влизат в сблъсък един с друг и една от страните, нанасяйки решителен удар, предопределя развръзката в произведението.
Кулминацията е логическа последица от развитието на характерите на героите, но понякога не е лесно предвидима, макар и предчувствана. Тя зависи от всичко, направено дотогава.
Различните жанрове имат различни особености на кулминацията. В драматичните произведения и кратките епически форми действието обикновено е съсредоточено около един конфликт, от който произтича една кулминация. В по-мащабните епически произведения, в които са разгърнати повече на брой сюжетни линии, може да има няколко кулминации, но една от тях винаги е водеща и изпъква пред останалите.

#### Развръзка
Развръзката е друг основен и решаващ елемент от сюжета, който е заключителен епизод или сцена, настъпващ след кулминационния момент и предхождащ епилога. Обикновено развръзката съвпада с края на сюжетното развитие и е логически резултат от конфликта и противоречията между антагонистичните персонажи. Развръзката е важна за сюжета, защото по художествен път доказва основната идея на произведението.
Развръзката понякога настъпва рязко и внезапно, докато има случаи когато настъпва по-бавно и последователно. Случва се и сюжетът да направи изненадващ обрат и тогава развръзката обикновено има хумористичен оттенък. На изненадата в развръзката често разчитат и творбите от криминалния жанр. Възможно е да има и няколко различни развръзки, които могат и да не съвпадат по време.
Естественото развитие на сюжета предполага развръзката да се намира в заключителната част на творбата, но понякога писателите прилагат обратния похват, като я разполагат композиционно в самото начало с цел да събудят читателския интерес или да обяснят мотивите си за написване на творбата. В тези случаи развръзката отново е логическо следствие от развиващата се сюжетна линия, но с тази структура и употребата на ретроспекция се целят и допълнителни внушения у читателите.

#### Епилог
Епилогът е най-последната част в сюжета на дадено литературно произведение, която разкрива съдбите на героите след развръзката в творбата. В епилога могат да се доизяснят някои техни взаимоотношения и мотиви, да се хвърли светлина върху интригата и причините за конфликта, описан в произведението, или се използва от автора за отправяне на определени послания към читателите. Композиционно, тази част от творбата се смята за несъществена, освен ако не е обхваната и органично свързана с художествения замисъл на автора.
В старогръцката драма именно в епилога авторът разкрива замисъла си, представя своето тълкувание на представените събития, защитава актьорската игра. В съвременната литература се среща сравнително рядко.

### Персонажи

#### Протагонист
Протагонистът това е главният герой, централната и основна фигура в художественото произведение. В художествената литература историята на протагониста може да бъде разказана от перспективата на друг герой. Това може да бъде разказвач, който представя участта на редица протагонисти.
Когато сюжетът съдържа второстепенни линии, същите могат да описват различни от утвърдените в главния сюжет протагонисти. понякога не е лесно да бъдат идентифицирани.

#### Антагонист
Антагонист е персонаж или група персонажи, с който се обозначава противоположния на протагониста персонаж или персонажи в художествено произведение. Антагонистът е изразител на възгледи и интереси, противоположни на тези на главния герой. В класическата литература антагонистът обикновено е някакъв злодей.